# 团花蒲桃
团花蒲桃（学名：Syzygium congestiflorum）为桃金娘科蒲桃属的植物，为中国的特有植物。分布在中国大陆的云南等地，一般生长在杂木林中，目前尚未由人工引种栽培。